# Couronne d'Écosse
 (mars 2022).
La couronne d'Écosse est, depuis 1540, la couronne représentant l'autorité des rois d'Écosse. Elle fait partie des Honneurs de l'Écosse.

## Fabrication
La couronne actuelle a été fabriquée en 1540 pour le roi Jacques V à partir d'une précédente couronne qui a été mentionnée dans les Heures de Jacques IV d'Écosse.

## Description
Construite en or massif, la couronne est constituée d’une base avec des fleurs de lys alternant avec des croix fleuries. Les arcs de la couronne sont décorés de feuilles de chêne doré et rouge. À l’intersection des arches se trouve un globe bleu avec des étoiles dorées. Le globe est surmonté d’une grande croix, décorée d’or et d’émail noir avec des perles. La couronne est incrustée de 22 pierres précieuses, dont des grenats et des améthystes, 20 pierres précieuses et 68 perles.
Un bonnet rouge se trouve dans la couronne.

## Utilisations
La couronne a été portée pour la première fois par Jacques V lors du couronnement de sa deuxième épouse, Marie de Guise en 1538. Elle a ensuite été portée par Marie Stuart lors de son couronnement en 1543 puis par son successeur Jacques VI en 1567.
Après l'Union des Couronnes en 1603, elle a été portée par les rois d'Angleterre, d'Écosse et d'Irlande, Charles Ier et Charles II. Depuis la mort de Charles II en 1685, elle n'est plus portée.
Le 24 juin 1953, à la suite de son couronnement à Londres, la couronne est présentée à la reine Élisabeth II pendant une visite officielle à Édimbourg. Le porteur héréditaire de la couronne est le duc d'Hamilton.
Le 12 septembre 2022, à l'occasion de la mort d'Élisabeth II, la couronne est placée sur son cercueil alors qu'il repose dans la cathédrale Saint-Gilles d'Édimbourg.

## Héraldique

Les armoiries royales du Royaume-Uni surmontées par la couronne d'Écosse.

En plus d’apparaître dans les armoiries royales du Royaume-Uni utilisées en Écosse et dans les versions écossaises du Royal Cypher, la couronne apparaît dans la version des armoiries royales britanniques utilisées par le Scotland Office, et apparaît également dans les armes utilisées par l’ancien exécutif écossais.
Elle apparaît aussi sur l'écu des armoiries du comté historique écossais du Kincardineshire, car c'est dans ce comté où les Honneurs d'Écosse étaient cachés pendant les guerres des Trois Royaumes.